# Savnik
Savnik (z varianto Saunig) je priimek več znanih Slovencev:
- Andrej Savnik (1980—2022), knjižničar
- Bojan Savnik (1914—1984), kanuist
- Bojan Savnik (1930—1976) vojaški pilot, generalmajor letalstva JLA
- Davorin Savnik (1929—2014), industrijski oblikovalec (telefonov)
- Dunja Savnik Winkler, zdravnica otorinolaringologinja, strokovna vodja Bolnišnice Franca Derganca v Šempetru pri Gorici
- Dušan Savnik (1919—1975), pravnik, časnikar, prevajalec in publicist
- Ivan Savnik (1879—1950), trgovec in industrialec
- Maja Savnik, violinistka
- Miran Savnik (*1955), igralec namiznega tenisa
- Peter Savnik (*1963), vsestranski oblikovalec, inovator
- Roman Savnik (1902—1987), geograf, krasoslovec, urednik - leksikograf
- Samo Savnik, prevajalec
- Sara Savnik (*1990), fotomodel
- Sebastjan Savnik, pevec (Lj. oktet)
- Viktor Savnik (1910—1988), strokovnjak za pletilski in konfekcijsko tehnologijo, univ. prof.
- Vinko Savnik (1921—?), vojaški dirigent, skladatelj, polkovnik JLA